# Вадуд, Амина
Амина Вадуд (р. 25 сентября 1952; англ. Amina Wadud) — первая в истории женщина, проводящая мусульманские религиозные церемонии в качестве имама в США, профессор изучения ислама Университета Содружества Виргинии.
Родилась в афроамериканской семье, перешла в ислам в 1972 году.
18 марта 2005 Амина Вадуд стала первой в истории женщиной, которая провела с группой верующих пятничную соборную молитву джума (араб. جمعة‎) в качестве имама. Церемония состоялась в помещении епископальной церкви св. Иоанна Богослова в Нью-Йорке. Три мечети отказались проводить церемонию, в частности из-за угроз. В церемонии приняло участие около 100 человек, а на улице прошла бурная демонстрация протеста.
В 1994 г. Амина Вадуд провела пятничную церемонию хутба (араб. خطبة‎) в мечети Клермонт Мейн Род в Кейптауне (ЮАР), что тоже вызвало протесты.
В октябре 2005 г. Амина Вадуд выступила на Международном конгрессе исламского феминизма в Барселоне и получила предложение занять пост имама общины из 30 человек.
Амина Вадуд — специалист по гендерным проблемам и изучению Корана.
Защитила докторскую диссертацию в Мичиганском университете. Изучала арабский язык в университетах Египта — Американском университете, Каирском университете и Университете Аль-Азхар.
Автор книги «Коран и женщина. Перечитывая Коран с женской точки зрения» (Qur’an and Woman: Rereading the Sacred Text from a Woman’s Perspective).

## За и против
Мусульманские круги добивались увольнения Амины Вадуд с работы. Взгляды Амины Вадуд вызывают широкий протест в мусульманском мире. Мусульманские теологи высказались против попыток проведения церемоний женщиной. Однако у неё имеются и сторонники, особенно среди движения «прогрессивных мусульман» в США.